# Nuvuktik Island
Nuvuktik Island – niezamieszkana wyspa w Cieśninie Davisa, w Archipelagu Arktycznym, w regionie Qikiqtaaluk, na terytorium Nunavut, w Kanadzie. W pobliżu Nuvuktik Island znajdują się wyspy: Akuglek Island (7,8 km), Angijak Island (16,1 km), Kekertuk Island (18,5 km), Kekertaluk Island (34,5 km) i Muingmak Island (40,3 km).